# استان کاتامارکا
 ایالت کاتامارکا ، یکی از ایالات ۲۳ گانه آرژانتین، واقع در شمال غرب کشور می‌باشد که با ایالات سالتا، سانتیاگو دل استرو، لاریوخا، کوردوبا و توکومان مرز مشترک دارد . کشور شیلی در غرب کاتامارکا قرار دارد .
۹۵ درصد جمعیت ایالت، باسواد می‌باشند .

## مشخصات
- مرکز : کاتامارکا
- مساحت : ۱۰۲۶۰۲ کیلومترمربع
- جمعیت : ۳۳۴۵۶۸ ( تا ۲۰۰۱ )
- فرماندار : ادواردو بریسوئلا
- شهرهای مهم : آندال گالا، تینوگاستا، بلن

## واژه‌شناسی
در مورد ریشه واژه کاتامارکا دو نظر وجود دارد . در زبان کچوا، کاتامارکا ترکیبی از دو واژه کاتا ( به معنای شیب ) و مارکا ( به معنای دژ ) است و در کل به معنای دژ بر روی شیب است. در مقابل در زبان آیمارا، کاتامارکا از دو واژه کاتان ( به معنای کوچک ) و مارکا ( به معنای شهر یا گوزن ) ساخته شده که در کل به معنای شهر یا گوزن کوچک است.

## تاریخچه
پیش از ورود اسپانیایی‌ها به آمریکای جنوبی، ایالتی که امروز کاتامارکا نام دارد زیستگاه بومیان ( دیاگیتاس ) و قبیله کالچاکی بود . 
در سال ۱۵۵۸ خوان پرز ده زوریتا شهر سان خوان دلا ریبرا را بنا کرد . اما به سبب حملات مکرر بومیان و جمعیت کم چندین بار با انتقال به مکان‌های دیگری بازسازی شد . در ۵ ژوئیه ۱۶۸۳ فرناندو ده مندوزا برای بار ششم شهر را تحت نام سان فرناندودل وله دکاتامارکا بنا کرد . 
با ایجاد نایب السلطنه ریودلاپلاتا در سال ۱۷۷۶، کاتامارکا به سالتا ملحق شد و در سال ۱۸۲۱ ادعای استقلال کرد و نیکولاس آویاندا ای تولا اولین فرماندار کاتامارکا شد . 
کاتامارکا به سبب آنکه پشت کوه‌های بلند قرار گرفته تا سال ۱۸۸۸ ( تا پیش از آمدن خطوط راه آهن ) با دیگر مناطق کشور ارتباطی نداشته‌است. دره‌های حاصلخیز و اقلیم کم بارش آن، مهاجرانی از ایران و لبنانی را به خود جذب کرد . ویسنته سادی ( سعدی ) از فرماندار پرونیست ایالت ( در سال ۱۹۴۹ ) ازمهاجران چند دهه پیش کاتامارکا است. پس از کنار رفتن او از مقام خود، نماینده اتحادیه مدنی ( UCR )، آرماندو کاستیو فرماندار ایالت شد .

## چهره‌های بنام
از افراد مشهور اهل کاتامارکا باید به امیلیو کارافا ( نقاش پست امپرسیونیست )، دانیل دیاز ( فوتبالیست )، مامرتو اسکیو ( راهب ) و ویسنته سادی ( سیاستمدار پرونیست ) اشاره کرد .

## جغرافیا و اقلیم
مساحت ایالت که ۸۰ درصد آن را (و ۷/۲ درصد کل کشور ) کوهستان‌ها فرا گرفته به چهار سیستم تقسیم می‌شود : در شرق کوه‌های نوک تیز پامپاسی، در غرب سیستم ناروائز – سررو و نگرو – فاماتینا، در غرب دور : کوردیه ران – کاتامارکا و در شمال غرب نواحی مرتفع .
ایالت کاتامارکا اقلیمی خشک و نیمه بیابانی دارد اما در نواحی شرقی آن، جریان‌های آبی مختلفی وجود دارد که با مصارفی چون آبیاری، جمعیت زیادی به سوی خود کشانده است. در این نواحی ( شرق ) با بارش سالانه ۴۰۰ تا ۵۰۰ میلی‌متر و دمای متوسط ۲۰ درجه، مرکز ایالت قرار دارد . 
مرتفع‌ترین نقطه مربوط به نوادو اوخوس دل سالادو ( با ارتفاع ۶۹۰۸ متری ) است.

## اقتصاد
ایالت کاتامارکا با تولید ناخالص داخلی برابر ۷/۱ میلیارد دلار در سال ۲۰۰۶ و درامد سرانه ۵۲۸۰ کوچک‌ترین اقتصاد را در بین ایالات کشور داراست.
کشاورزی در ایالت بسیار محدود است، طوری که محصولات زراعی کمتر از ۴ درصد اقتصاد ایالت را تشکیل می دهند و محصولات آن شامل زیتون، پنبه، توتون، مرکبات، انگور و گردو ( برای چوب ) است. 
از سایر فعالیت‌های کاتامارکا، پرورش دام ( با ۲۰۰ هزار راس ) و تولید سالانه ۷۰۰۰ تن گوشت گاو ، ۵ تن گوشت گوسفند و ۱۰ تن گوشت خوک است.
در ضمن بخش معدن، بزرگ‌ترین معادن طلا و مس با تولید سالانه ۱۹۰ هزار تن مس و ۶۰۰ هزار اونس طلا در کاتامارکا قرار دارد .
در بخش خدمات، صنعت جهانگردی هرچند با ضعفی زیرساختی روبروست می‌تواند منبع درامدزایی باشد . جاذبه‌های توریستی، مراکز فرهنگی و چشم‌اندازهای طبیعی ایالت عبارتند از :
قله‌های برفی آکونکیخا
گردنه سان فرانسیسکو
پارک باستان‌شناسی لاس اوئلاس دل اینکا

## تقسیمان سیاسی
ایالت به ۱۶ بخش ( دپارتمان ) تقسیم می‌شود . 
| ۱ – بخش آمباتو ۲ – بخش آنکاستی ۳ – بخش آندالگالا ۴ – بخش آنتوفاگاستا ۵ – بخش بلن ۶ – بخش کاپایان ۷ – بخش مرکزی ( با مرکزیت کاتامارکا ) ۸ – بخش ال آلتو | ۹ – بخش فرای مامرتو اسکیو ۱۰ – بخش لاپاز ۱۱ – بخش پاکلین ۱۲ – بخش پومان ۱۳ – بخش سانتاماریا ۱۴ – بخش سانتاروزا ۱۵ – بخش تینوگاستا ۱۶ – بخش وایه ویه خو |  |